# Saint-Thégonnec
Saint-Thégonnec (bretonisch Sant-Tegoneg) ist eine Ortschaft und eine Commune déléguée in der französischen Gemeinde Saint-Thégonnec Loc-Eguiner mit 2.792 Einwohnern (Stand 1. Januar 2022) im Département Finistère in der Region Bretagne. Der Ort ist nach dem heiligen Thégonnec, einem Mönch des 6. Jahrhunderts und Schüler des Paulus Aurelianus, benannt.
Die Gemeinde Saint-Thégonnec wurde mit Wirkung vom 1. Januar 2016 mit der früheren Gemeinde Loc-Eguiner-Saint-Thégonnec fusioniert und zur Commune nouvelle Saint-Thégonnec Loc-Eguiner zusammengelegt. Sie gehörte zum Arrondissement Morlaix und zum Kanton Morlaix. 

## Bevölkerungsentwicklung
| Jahr                       | 1962 | 1968 | 1975 | 1982 | 1990 | 1999 | 2007 | 2013 |
| Einwohner                  | 2159 | 2127 | 1986 | 2133 | 2139 | 2267 | 2562 | 2666 |
| Quellen: Cassini und INSEE |      |      |      |      |      |      |      |      |

## Sehenswürdigkeiten
- Kirche Notre-Dame
- Calvaire aus dem 17. Jahrhundert

In dem Ort findet man einen der berühmten Umfriedeten Pfarrbezirke der Bretagne. Das Imposanteste am Pfarrbezirk von Saint-Thégonnec ist sicher das zweistöckige Beinhaus mit korinthischen Halbsäulen, das zwischen 1676 und 1682 errichtet wurde. Demgegenüber zeigt der Calvaire nur etwa 40 Figuren; die dargestellten Szenen sind die Passion und die Auferstehung. Im Sockel ist die Geschichte des heiligen Thégonnec dargestellt. 
Lange Zeit fand ein Wettstreit um den bedeutendsten Umfriedeten Pfarrbezirk statt, besonders mit den Nachbargemeinden Guimiliau und Lampaul-Guimiliau.

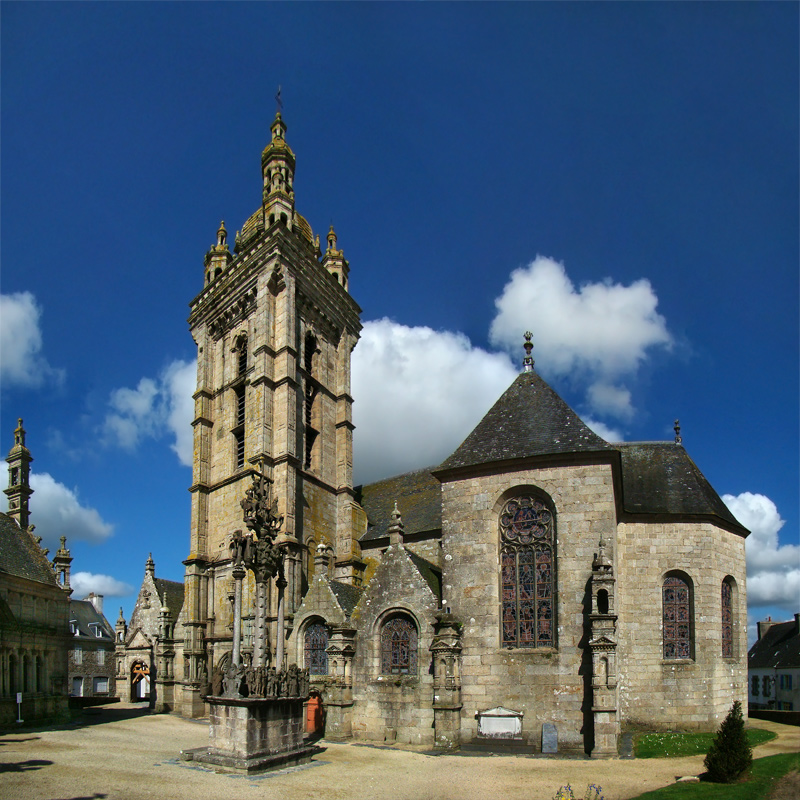
Kirche Notre-Dame de Saint-Thégonnec
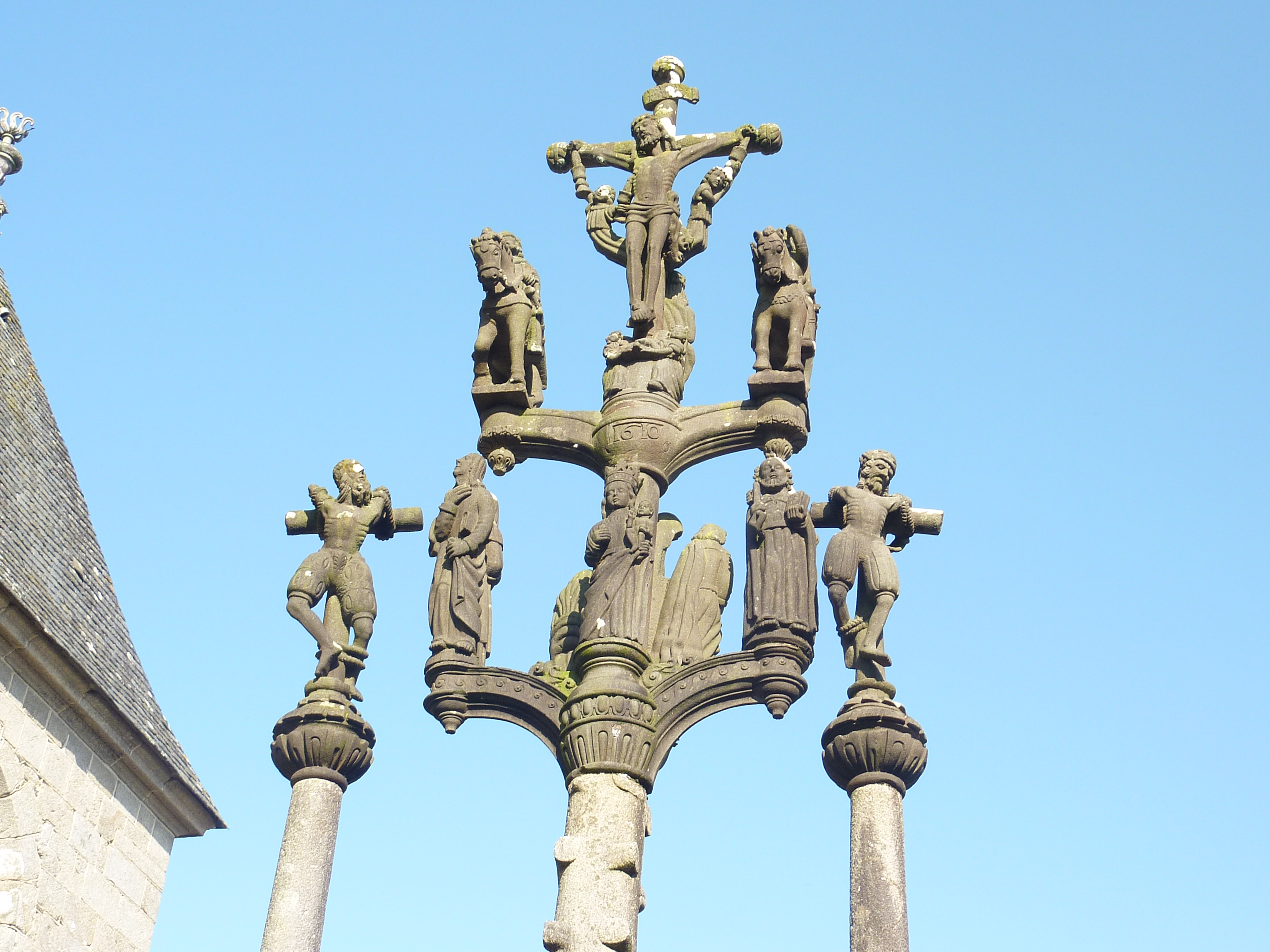
Calvaire von Saint-Thégonnec
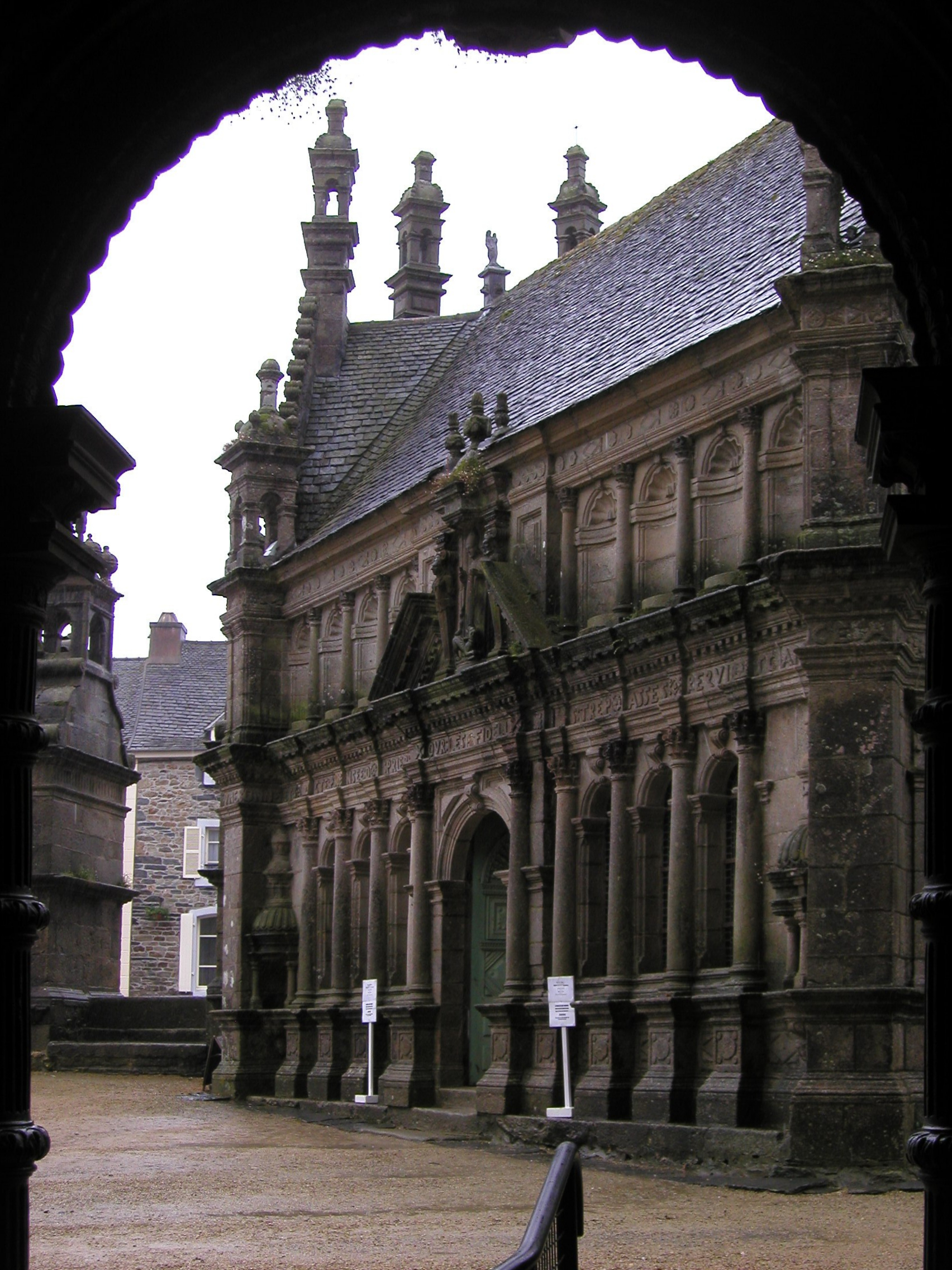
Beinhaus von Saint-Thégonnec